# 하동중학교
하동중학교(河東中學校)는 대한민국 경상남도 하동군 하동읍 광평리에 있는 사립 중학교이다.

## 학교 연혁
- 1947년 2월 21일 : 개교식, 초대 정우석 교장 취임
- 1948년 7월 30일 : 하동중학교 설치 인가(6학급)
- 1951년 9월 1일 : 3년제 중학교로 개편
- 1980년 3월 1일 : 하동여자중학교로 교명 변경
- 1995년 3월 1일 : 하동중학교로 교명 변경
- 2001년 2월 24일 : 학칙 변경 (9학급)
- 2005년 4월 21일 : 신관 준공 및 입교식
- 2023년 2월 9일 : 제75회 졸업식(45명) 졸업생 총 14,261명
- 2023년 9월 1일 : 제20대 류용만 교장 취임

## 참고 자료
- 하동중학교 - 한국교육학술정보원 학교알리미